# Andreas Aeschbach
Andreas Aeschbach (* 25. April 1970 in Hallwil) ist ein ehemaliger Schweizer Radrennfahrer, der hauptsächlich auf der Bahn aktiv war.
In den Jahren 1991 und 1992 belegte Andreas Aeschbach den dritten Platz bei der Schweizer Meisterschaft im Punktefahren. 1993, 1994 und 1995 wurde er Schweizer Meister in der Mannschaftsverfolgung, 1993 mit Viktor Kunz, Didi Rüegg und seinem Bruder Alexander Aeschbach, 1994 mit Aeschbach, Kunz und Philipp Buschor. 1992 wurde er bei den Amateuren Schweizer Meister im Punktefahren. 1996 errang er den nationalen Titel im Punktefahren open. Zusätzlich wurde er mit dem VMC Hirslanden-Zürich dreimal Schweizer Meister im 100-km-Mannschaftsfahren auf der Strasse 1994, 1995 und 1996. An der Schweizer Meisterschaft in Zurzach errang Andreas Aeschbach im Einzelzeitfahren auf der Strasse den dritten Rang.
1992 startete Aeschbach bei den Olympischen Sommerspielen in Barcelona im Punktefahren, wurde Achter und erhielt somit ein Olympisches Diplom.